# ВО-8 «Срібна»
ВО-8 «Срібна» — запланована воєнна округа  Української повстанської армії, № 8 (Закарпаття), частина оперативної групи УПА-Захід.
Мала охоплювати терени Закарпатської області, однак перебувала тільки у стадії організації, командира Групи не було призначено. У листопаді 1944 приєднана до ВО-4 «Говерла».